# Время-Time
«Время-Time» — независимая общественно-политическая газета. Газета была одним из самых популярных национально-демократических изданий Украины 1990-х.
Вячеслав Чорновол зарегистрировал газету «Время-Time» 14 июля 1994 «Нулевой» номер газеты появился в декабре 1994. Первый номер газеты вышел 6 января 1995.
Шеф-редактор с января 1995 по май 1998 — председатель Народного руха Украины Вячеслав Чорновол. Затем газета была перерегистрирована на «Время». Ее шеф-редактором также был Вячеслав Чорновол до 25 марта 1999 года — времени гибели.
В самом начале редакция находилась на Ярославом Валу, потом ее перевели в арендованное помещение на улицу Терехина, 4 в Подольском районе.
Газета выдавала англоязычный дайджест по материалам издания, а впоследствии отдельное приложение на восьми страницах на английском языке — «Время-Time-Digest», где помещались самые интересные и оригинальные публикации по украиноязычного выпуска.
Выходить «Время-Time» начал дважды в неделю с еженедельным дайджестом на английском языке. Вскоре пришлось перейти на выход газеты в формате еженедельника, временно приостановить печать англоязычного дайджеста.
Газета печаталась на 16 страницах большого формата А2, тиражом от 15 до 32 тыс. экземпляров, а отдельные номера даже 113-тысячным тиражом. Тираж англоязычного приложения «Время-Time-Digest» составил 30 тыс. экземпляров.

## Журналистский коллектив
Первым редактором газеты был журналист, народный депутат Украины (II, III, IV созыва) Виталий Шевченко, с января 1997 года ее возглавила заместитель «Народного Руха Украины», писательница (народный депутат Украины III, IV, V, VI созывов) Елена Бондаренко, а впоследствии народный депутат Украины I-VI созывов, журналист Ярослав Кендзер. В течение этих лет неизменным заместителем редактора «Время-Time» оставался писатель и публицист Григорий Крымчук. Редактором отдела политики в газете работал Иван Бессмертный, а потом Тарас Захарук, а с января 1997 — Виктор Каспрук.
В газете работали журналисты Валентина Грынык-Сутанивська, Николай Влащук, Зоя Загородняя, Нина Харчук, Людмила Бараневич, Леся Самойленко, Татьяна Ковальчук, Владимир Городецкий, Борис Бахтеева, Владимир Карташов, Елена Голуб, Ярослав Глибищук, Петр Яковенко, а также фотограф Сергей Спасокукотський . Среди наиболее востребованных авторов был публицист, политолог и философ Сергей Грабовский.
В газете также работали друг Чорновола Роман Корогодский — украинский кинокритик, литературо- и киновед, участник движения шестидесятников, очень деятельный и оптимистичный главный менеджер Николай Ващук (на котором по сути держалась вся организаторская и административная работа в «Время-Time») и ответственный секретарь Валентин Авдеенко. Литературными редакторами были Валентина Чорновил (сестра Вячеслава Максимовича), Галина Понамарчук (поэтесса) и Евгения Дончик (жена известного литературоведа, академика Виталия Дончика).